# Echinococ
Echinococul e o stadie larvară a unui vierme parazit care duce la multe boli de ficat, plămâni etc.